# Stutthof
Stutthof (polska Sztutowo) var det första koncentrationslägret som nazisterna lät uppföra i Tyskland utanför 1937 års landgräns (i den före detta Fria staden Danzig), beläget 34 kilometer från Danzig (polska Gdańsk). 

## Historik
I Stutthof, som var i drift från den 2 september 1939 till den 9 maj 1945, mördades cirka 85 000 människor. Från juni 1944 användes lägret som ett utrotningsläger. Planer för ett koncentrationsläger för icke önskvärda polacker och judar skapades redan 1936, och före krigsutbrottet samlade polisen i Danzig uppgifter om judar och personer aktiva i den polska minoriteten. Inom de första veckorna i september 1939 samlade tyskarna in ett stort antal polska intellektuella från Danzig och bland annat Pommern och Kujawy.
I lägret hölls över 110 000 människor. De största grupperna var judar (cirka 50 000) och polacker, huvudsakligen från Danzig, Pommern och Kujawy. Därutöver fängslades personer med olika nationaliteter: ryssar, ukrainare, vitryssar, litauer, letter, ester, tjecker, slovaker, finländare, norrmän, fransmän, danskar, holländare, belgare, tyskar, österrikare, engelsmän, spanjorer, italienare, jugoslaver, ungrare och romer.

## Satellitläger
Bland Stutthofs satellitläger fanns:
1. Bottschin i Bocień
2. Bromberg-Ost i Bydgoszcz
3. Chorabie (Chorab)
4. Cieszyny
5. Danzig–Burggraben i Kokoszki
6. Danzig–Holm
7. Danzig–Neufahrwasser
8. Danziger Werft i Gdańsk
9. Dzimianen (Dziemiany)
10. Außenstelle Elbing i Elbląg
11. Elbing / Organisation Todt
12. Elbing / Schichau-Werke
13. Pölitz (Police, Szczecin)
14. Gotenhafen i Gdynia
15. Außenarbeitslager Gerdauen
16. Graudenz i Grudziądz
17. Grenzdorf
18. Grodno
19. Gutowo
20. Gwisdyn i Gwiździny
21. KL Heiligenbeil
22. Jesau/Juschny
23. Kolkau
24. Krzemieniewo
25. Lauenburg
26. Malken Mierzynek
27. Nawitz
28. Niskie
29. Obrzycko
30. Pruszcz Gdański
31. Brodnica
32. Schirkenpass (Scherokopas)
33. Sępopol
34. Lyublino
35. Sophienwalde
36. Słupsk
37. Preußisch Stargard (Starogard Gdański)
38. Bruss (Brusy)
39. Thorn (AEG, Organisation Todt) i Toruń

## Kommendanter
- Max Pauly: september 1939 – augusti 1942
- Paul Werner Hoppe: augusti 1942 – januari 1945

## Rättegångar
Efter andra världskriget ställdes lägervakter och kapos inför rätta i Polen. Vid den första av de sammanlagt fyra rättegångarna dömdes elva personer, varav fem kvinnor, däribland Jenny Wanda Barkmann och Gerda Steinhoff till döden. De avrättades genom hängning den 4 juli 1946 vid Biskupia Górka inför en folkmassa på flera tusen personer.